# Wahadło zegarowe

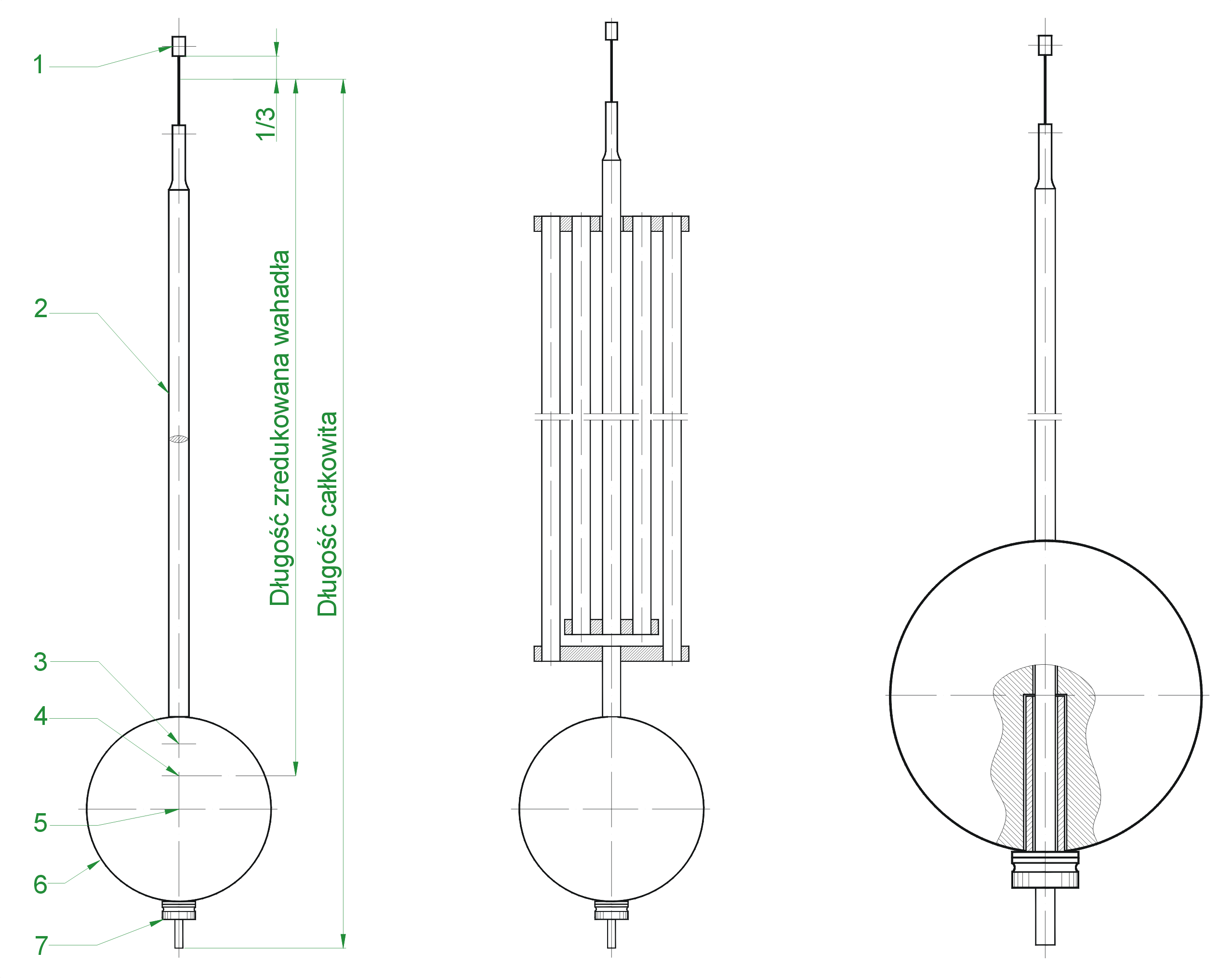
Wahadła zegarowe. Wahadła przedstawione na rysunkach w środku i z prawej strony posiadają różnej konstrukcji układy kompensujące zmiany długości wahadła wraz z temperaturą

Wahadło zegarowe – wahadło fizyczne stosowane w zegarach jako element odmierzający jednakowe odcinki czasu. Wahadło zegarowe jest zwykle zbudowane z pręta 2 (patrz rys.) obciążonego obciążnikiem 6 nazywanym soczewką i jest zawieszone na sprężystej taśmie 1 ponad swoim środkiem ciężkości. Wahadło wykonuje drgania w płaszczyźnie pionowej pod wpływem siły grawitacji. 
Ruch wahadła odbywa się z częstotliwością bardzo bliską swojej częstotliwości rezonansowej. Z punktu widzenia fizyki wahadło stanowi realizację oscylatora harmonicznego wymuszonego tłumionego. Utrzymanie stałej amplitudy ruchu wahadła obywa się poprzez uzupełnianie strat energii za pomocą mechanicznego (wychwyt) lub elektromechanicznego urządzenia napędowego. 
Regulacja okresu wahadła (strojenie zegara) odbywa się poprzez zmianę momentu bezwładności wahadła. Realizuje się to obracając specjalną nakrętkę regulacyjną 7 powodującą przesunięcie ciężarka 6. 
Podstawowe parametry wahadła to:
- okres wahań
- długość zredukowana – długość wahadła matematycznego o takim samym okresie
- amplituda – kąt pomiędzy maksymalnym wychyleniem a położeniem równowagi
- dobroć – stosunek energii mechanicznej wahadła do energii rozpraszanej w ciągu jednego okresu (dobroć wahadeł pracujących w powietrzu sięga 10 000).

Okres wahań wahadła zegarowego zmienia się pod wpływem zmian: 
- przyspieszenia ziemskiego – jego wzrost powoduje zmniejszenie okresu wahań
- temperatury otoczenia – wzrost temperatury powoduje powiększenie okresu na skutek wydłużenia wahadła w wyniku rozszerzalności cieplnej
- amplitudy – wzrost wychyleń wahadła powoduje wzrost okresu (jest to tzw. błąd kołowy)
- ciśnienia atmosferycznego – wzrost  ciśnienia powoduje wydłużenie okresu na skutek siły wyporu powietrza działającej na wahadło oraz zwiększenia oporu powietrza.